# Thuộc địa độc quyền

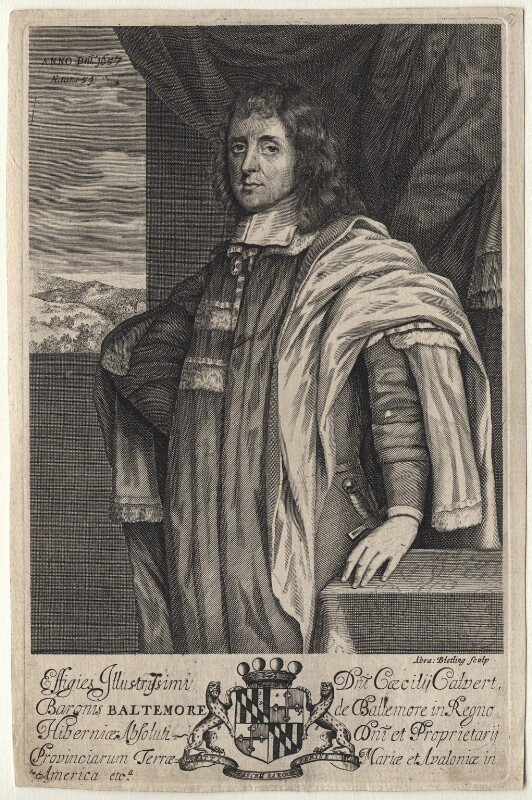
Một bản khắc của Cecil Calvert, Nam tước Baltimore thứ 2, chủ sở hữu đầu tiên của thuộc địa độc quyền Maryland

Thuộc địa độc quyền (tiếng Anh: Proprietary colony) là một loại hình chính quyền thuộc địa ở Châu Mỹ thuộc Anh trong thế kỷ XVII và ở Đông Ấn cho đến những năm 1850. Tại các vùng đất thuộc sở hữu hải ngoại của Anh, tất cả đất đai đều thuộc về Vương quyền, cơ quan nắm quyền quản lý tối cao. Tất cả các lãnh thổ thuộc địa của Anh đều được Vương quyền phân chia thông qua các hiến chương hoàng gia thành một trong ba loại: độc quyền, vương thất hoặc giao ước. Theo hệ thống độc quyền, các cá nhân hoặc công ty (thường là công ty cổ phần) được Nhà vua cấp các điều lệ thương mại để thành lập các thuộc địa ở nước ngoài. Những chủ sở hữu này sau đó được trao quyền lựa chọn các thống đốc và các quan chức khác ở thuộc địa.
Kiểu cai trị gián tiếp này cuối cùng không còn được ưa chuộng khi tình hình chính trị xã hội ở các thuộc địa Mỹ của Anh dần dần ổn định và những khó khăn hành chính được giảm bớt, hoặc do sự thất bại về mặt hành chính hoặc kinh tế của công ty độc quyền. Các vị quân chủ kế tiếp của Anh tìm cách củng cố quyền lực và thẩm quyền của mình, đồng thời dần dần chuyển đổi tất cả các thuộc địa độc quyền thành Thuộc địa Vương thất, được quản lý bởi các quan chức thuộc địa do chính phủ ở London bổ nhiệm. Đến thế kỷ XVIII, hầu hết các thuộc địa độc quyền trước đây đã được chuyển đổi thành thuộc địa vương thất.